# Peter Ryan
Peter Ryan (Philadelphia, 10 juni 1940 – Reims, Frankrijk, 2 juli 1962) was een Amerikaans-Canadees autocoureur uit Quebec. Hij nam deel aan zijn thuisrace in 1961 voor het team Lotus, maar scoorde hierin geen punten.
Ryan kwam op 22-jarige leeftijd om tijdens een autorace op het circuit van Reims-Gueux in Frankrijk. Hij werd in 1993 opgenomen in de Canadian Motorsport Hall of Fame.